# 古希伯來字母
古希伯來字母（希伯來語：‎）是古代希伯來人為書寫自己的母語而採用的腓尼基字母，是閃米特字母的分支，歷史可追溯至公元前10世紀，被以色列人包括猶太人和撒瑪利亞人用來書寫希伯來語。公元前5世紀，猶太人開始以亞蘭字母取代古希伯來字母紀錄希伯來語，後來演變成希伯來字母。現時少於1,000人的撒瑪利亞人仍然繼續使用古希伯來字母。

## 字母表
| 腓尼基字母 | 古希伯來字母 | 名称   | 亞蘭字母 | 希伯來字母 |
| ---------- | ------------ | ------ | -------- | ---------- |
| Aleph      | Aleph        | Aleph  |          | א          |
| Beth       | Bet          | Beth   |          | ב          |
| Gimel      | Gimel        | Gimel  |          | ג          |
| Daleth     | Daled        | Daleth |          | ד          |
| He         | Heh          | Hey    |          | ה          |
| Waw        | Vav          | Vav    |          | ו          |
| Zayin      | Zayin        | Zayin  |          | ז          |
| Heth       | Khet         | Het    |          | ח          |
| Teth       | Tet          | Tet    |          | ט          |
| Yodh       | Yud          | Yod    |          | י          |
| Kaph       | Khof         | Kaph   |          | כ ך        |
| Lamedh     | Lamed        | Lamed  |          | ל          |
| Mem        | Mem          | Mem    |          | מ ם        |
| Nun        | Nun          | Nun    |          | נ ן        |
| Samekh     | Samekh       | Samekh |          | ס          |
| Ayin       | Ayin         | Ayin   |          | ע          |
| Pe         | Pey          | Pe     |          | פ ף        |
| Sade       | Tzadi        | Tsadi  | ,        | צ ץ        |
| Qoph       | Quf          | Qoph   |          | ק          |
| Res        | Resh         | Resh   |          | ר          |
| Sin        | Shin         | Shin   |          | ש          |
| Taw        | Tof          | Tav    |          | ת          |

## 來源

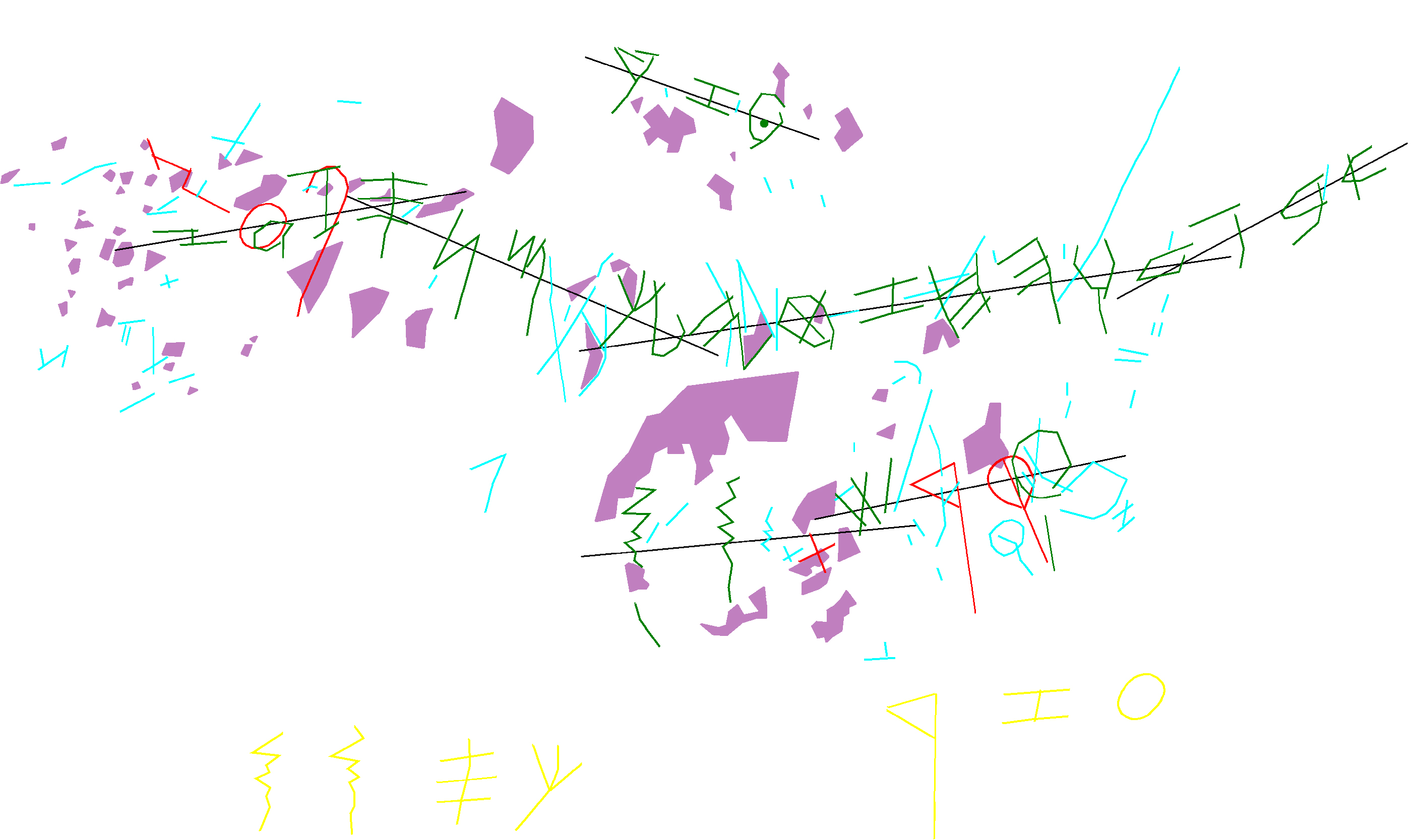
Zayit Stone上的銘刻

迄今發現歷史最久遠的證據位於以色列西南部重38磅的石灰岩巨石 Zayit Stone，上面刻有22個古希伯來字母。歷史可追溯至公元前10世紀末的基色曆上刻寫的字母，與在朱拜勒發現的腓尼基字母相似。而公元前8世紀米沙石碑上的銘文有大量希伯來文字獨有的特徵，使現今學者認為公元前10世紀的書吏已廣泛使用古希伯來文字。雖然已發現的公元前10世紀希伯來銘文不多，但公元前8世紀刻成的銘文顯示以色列王國後期和猶大王國人民的讀寫能力不斷提高。1855年，西頓廢墟中的石棺蓋上發現以腓尼基字母寫成的銘文，合共有22行，每行有40或50個字，只有數個字不是希伯來語，內容是石棺內所葬的西頓皇帝家譜。同年7月，銘文摹本在《美國雜誌》發表。

## 發展
希伯來文字放棄腓尼基字母的工整性而發展出潦草字體，這可能是由於皇帝豎立石碑和銘刻禱文的做法在以色列並不普遍。公元前8世紀起，潦草字體特徵如手寫體的明暗法在銘刻中出現，證據有西羅亞碑文（Siloam inscription）、耶路撒冷的數個銘刻、希農谷斜坡（Ketef Hinnom）發現的護身符、被送往尼姆魯德（Nimrud）的象牙銘刻碎片和從不同地方出土的公元前8世紀至公元前6世紀的圖章。發展最全面的潦草字體來自拉吉城（Lachish）的18塊陶器碎片，原是官員在公元前586年破壞所羅門聖殿前寫給拉吉城地方總督的信件。

## 衰落

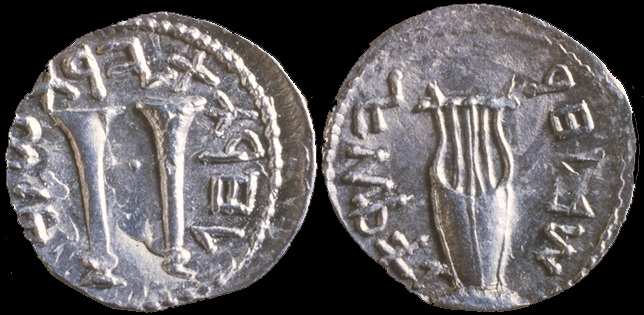
巴爾柯赫巴起義時期的硬幣刻有古希伯來字母

大部分貴族在新巴比倫王國佔領猶大王國後遭流放，其他人繼續使用古希伯來字母，例如來自公元前6世紀基遍（Gibeon）城的瓶柄上刻有釀酒者的以古希伯來字母寫成的名字。亞拉姆語和亞蘭字母在公元前5世紀後分別成為官方語言和官方文字，一群書吏繼續以古希伯來字母來編寫《塔納赫》。在《死海古卷》當中有以古希伯來字母寫成的摩西五經殘篇︰《創世記》（4Q12、6Q1）、《出埃及記》（4Q22）、《利未記》（1Q3、2Q5、4Q11、4Q45、4Q46、6Q2）。哈希曼（Hasmonean）、猶太戰爭和巴爾柯赫巴起義時期的硬幣刻有古希伯來字母。古希伯來字母在公元135年完全停止使用。

## 撒馬利亞人的使用
公元前1至2世紀起，撒馬利亞人一直利用從猶太字母發展而成的撒馬利亞字母記錄希伯來語和亞拉姆語。撒馬利亞字母主要用於印刷，在二千多年以來變化不大。

## 《塔木德》
拉比對以古希伯來字母寫成的《塔木德》有不同的見解。一派認為這就是以色列人出埃及時的原來版本，一派則認為只是代替已遺失的希伯來字母原來版本，而兩者均認為以斯拉（Ezra）在約公元前500年時提出或重新提出以希伯來字母記錄希伯來語，理據來自猶太教的經文和傳統習俗。第三派則根據經文認為《塔木德》從來沒有作出改變，意味著古希伯來字母不存在，由於邏輯推理較弱，這流派的接受度最低。

## 《聖經》
現時有些英語聖經譯本如Zikarown Say'fer版本（簡稱SSFOY-04）和The Besorah版本（簡稱TB）（页面存档备份，存于）以古希伯來字母「יהוה」來拼寫四字神名「YHWH」，而其他神聖的名稱也以古希伯來字母拼寫。

## 外部連結
- Jewish Encyclopedia: Alphabet, The Hebrew （页面存档备份，存于）
- Aramaic/Proto-Hebrew alphabet（页面存档备份，存于）, omniglot.com
- The Alphabet of Biblical Hebrew （页面存档备份，存于）